# Carthaea saturnioides
Carthaea saturnioides är en fjärilsart som beskrevs av Walker 1858. Carthaea saturnioides ingår i släktet Carthaea och familjen Carthaeidae. Inga underarter finns listade i Catalogue of Life.